# Statthaftigkeit
Statthaftigkeit ist ein Rechtsbegriff aus dem Verfahrensrecht, der bedeutet, dass die Einlegung eines bestimmten Rechtsbehelfs gegen eine gerichtliche oder behördliche Entscheidung oder Maßnahme zu dem beabsichtigten Rechtsschutzziel führen kann. Die Statthaftigkeit ist somit allgemein eine der Voraussetzungen für die Zulässigkeit eines Rechtsbehelfs. Bei Rechtsmitteln ist die Statthaftigkeit eine Rechtszugvoraussetzung.
Siehe auch:
- Zulässigkeit
- Frist
- Form